# Suzuki Lapin

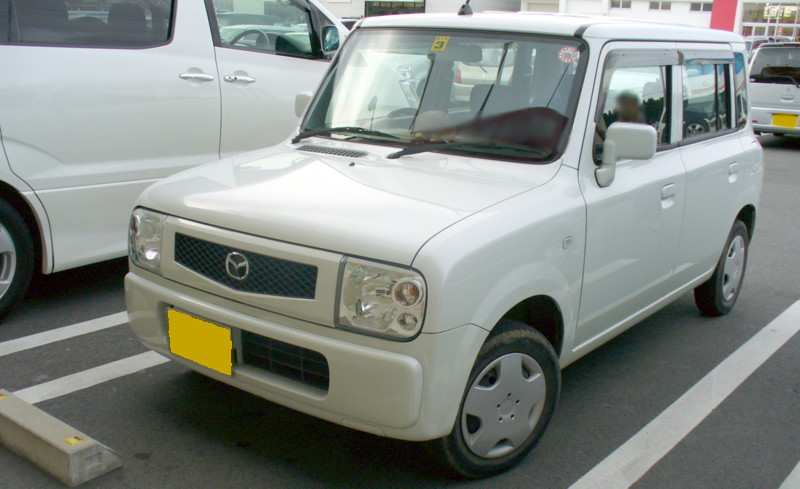
Mazda Spiano

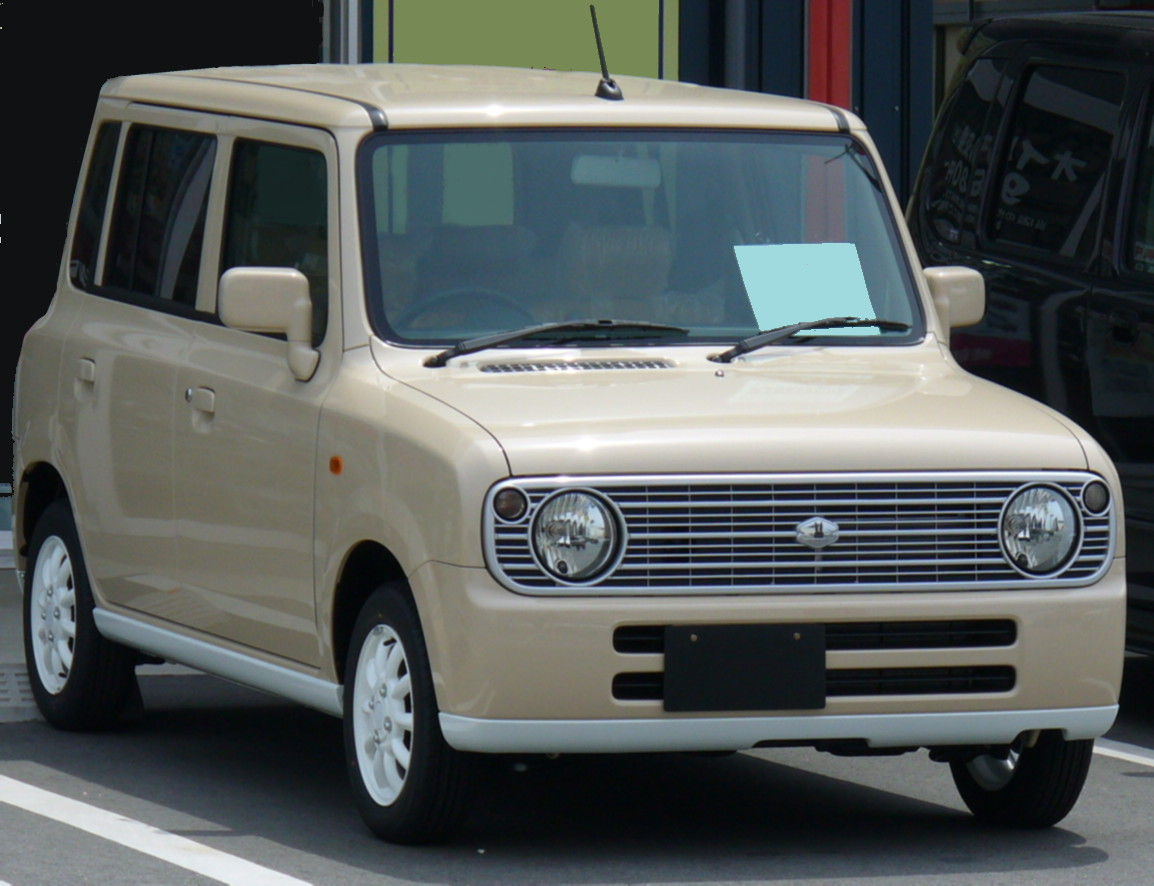
Suzuki Alto Lapin

A Suzuki Alto Lapin egy retro-stílusú Kei car 5-ajtós hatchback karosszériával, 2002 óta gyártja a Suzuki a japán piacra. Az alapja a Suzuki népszerű autój a Alto kei car. A Mazda Spiano a testvér autója.
A Lapin nagyon jellegzetes. A "Lapin" szó egy francia szó, jelentése: "nyúl".
A kocsit a Suzuki's K6A kei car motor-ja hajtja, in either naturally-aspirated (40 kW / 54 hp) or turbocharged (44 kW / 60 hp) verziók, ami mind elérhetők első kerék meghajtással és összkerékmeghajtással is. Az alap váltó egy 4-sebességű automata.

## Lásd még
- Global Autoindex. (Hozzáférés: 2007. február 17.)